# Kuuchuu Buranko
Kuuchuu Buranko (яп. 空中ブランコ, досл. «Летающая трапеция») — роман японского писателя Хидэо Окуды; второй в его серии Psychiatrist Irabu (яп. 精神科医・伊良部シリーズ Seishinkai Irabu shirīzu). Впервые был опубликован издательством Bungeishunju 24 апреля 2004 года.
В 2004 же году Окуда получил за роман 131-ю премию Наоки. На основе сюжета произведения были созданы дорама и аниме-сериал, трансляция последнего прошла во второй половине 2009 года в программном блоке noitaminA телеканала Fuji TV.

## Список историй, опубликованных в романе
- Kuuchuu Buranko (яп. 空中ブランコ)
- Harinezumi (яп. ハリネズミ)
- Gifu no Zura (яп. 義父のヅラ) (впоследствии автор частично переписал историю и сменил название на Kyouju no Zura (яп. 教授のヅラ))
- Hot Corner (яп. ホットコーナー)
- Joryuu Sakka (яп. 女流作家)

### Персонажи романа

#### Медицинские работники
Итиро Ирабу (яп. 伊良部 一郎 Ирабу Итиро:)
Сэйю в аниме — Роми Паку (Итиро в детстве), Юдзи Мицуя (взрослый Итиро)
Психиатр госпиталя Ирабу. Полноватый человек с бледным цветом кожи. Сразу после окончания школы начал обучаться на педиатра, однако из-за проблем с общением с детьми, переключился на более общую область, психиатрию.
Маюми (яп. マユミ)
Сэйю в аниме — Юми Сугимото
Медсестра и помощница Ирабу. Любит носить яркую и открытую одежду, молчалива и много курит.

#### Пациенты
Кохэй Ямасита (яп. 山下 公平 Ямасита Ко:хэй)
Сэйю в аниме — Тосиюки Морикава
Герой истории «Kuuchuu Buranko». Пошёл по стопам родителей и стал членом цирковой труппы, где выступает уже 7 лет. Из-за многочисленных неудач в подготовке номера в летающими трапециями он теряет уверенность в себе и обращается к психиатру.
Сэйдзи Ино (яп. 猪野 誠司 Ино Сэйдзи)
Сэйю в аниме — Хироки Такахаси
Герой истории «Harinezumi». Член семьи Киои из отделения якудзы в Сибуи. Из-за трипанофобии (боязни уколоться и пораниться), он боится держать в руках палочки для еды и использует в еде только ложку, посему обращается за помощью.
Тацуро Икэяма (яп. 池山 達郎 Икэяма Тацуро:)
Сэйю в аниме — Хироаки Хирата
Герой истории «Gifu no Zura». Преподаватель университета, одноклассник Ирабу во время их учёбы в колледже. Из-за обсессивно-компульсивного расстройства имеет патологическую тягу к чистоте, доходящую до абсурда.
Синъити Бандо (яп. 坂東 真一 Бандо: Синъити)
Сэйю в аниме — Дайсукэ Намикава
Герой истории «Hot Corner». Бейсбольный игрок, из-за психологических проблем страдающий расстройством мелкой моторики рук.
Айко Хосияма (яп. 星山 愛子 Хосияма Айко)
Герой истории «Joryuu Sakka». Популярный писатель, во время написания очередного произведения его по непонятной причине начинают преследовать приступы тошноты и рвоты.

## Аниме-сериал
Аниме-сериал транслировался в блоке программ noitaminA телеканала Fuji TV с 15 октября по 24 декабря 2009 года; всего было показано 11 серий. В сюжет были добавлены новые линии повествования и персонажи, к примеру героем одной из историй является писатель Дзюнъити Хосияма (яп. 星山 純一 Хосияма Дзюнъити) (супротив фигурирующей в романе Айко Хосиямы). Режиссёром аниме стал Кэндзи Накамура. Открывающую музыкальную композицию «Upside Down» и закрывающую «Shangri-La» исполнила группа Denki Groove.

### Список серий
| № серии | Название                                          | Трансляция в Японии  |
| ------- | ------------------------------------------------- | -------------------- |
| 1       | Flying trapeze «Kūchū Buranko» (空中ブランコ)     | 15 октября 2009 года |
| 2       | Keep on erecting «Tachippanashi» (勃ちっぱなし)   | 22 октября 2009 года |
| 3       | Romance novelist «Ren'ai Shōsetsuka» (恋愛小説家) | 29 октября 2009 года |
| 4       | The third base «Hotto Kōnā» (ホットコーナー)      | 5 ноября 2009 года   |
| 5       | My Father-in-Law's... «Gifu no Are» (義父のアレ)  | 12 ноября 2009 года  |
| 6       | Friends «Furenzu» (フレンズ)                      | 19 ноября 2009 года  |
| 7       | Hedgehog «Harinezumi» (ハリネズミ)                | 26 ноября 2009 года  |
| 8       | I couldn't sit «Itemo Tattemo» (いてもたっても)   | 3 декабря 2009 года  |
| 9       | Gifted child actor «Tensai Koyaku» (天才子役)     | 10 декабря 2009 года |
| 10      | Owner «Ōnā» (オーナー)                            | 17 декабря 2009 года |
| 11      | Canary «Kanaria» (カナリア)                       | 24 декабря 2009 года |